# Точка Жергонна

Вписане коло та точка Жергонна

То́чка Жерго́нна — точка, яку можна визначити для будь-якого трикутника наступним чином. Нехай маємо деякий трикутник ABC, позначимо точки TA, TB, і TС як точки, в яких вписане коло дотикається до трикутника. Прямі ATA, BTB, CTC конкурентні в точці Жергонна Ge трикутника ABC.